# Beyond the Sunset: The Romantic Collection
Beyond the Sunset: The Romantic Collection — сборник баллад и романтических песен Ричи Блэкмора и Кэндис Найт с предыдущих альбомов Blackmore’s Night — Shadow Of The Moon, Under a Violet Moon, Fires at Midnight и Ghost of a Rose. Также присутствует новый трек «Once In a Million Years». Издан в 2004 году.

## Описание
Альбом представляет собой сборник романтических песен из первых четырёх альбомов Blackmore’s Night. В альбом включена новая композиция «Once in a Million Years» и новые версии песнен «Ghost of a Rose» и «Now And Then». Помимо собственных песен группы, в альбом включена кавер-версия на «Diamonds & Rust» Джоан Баэз.
К первому тиражу альбома прилагалась два бонус-диска. DVD-диск содержал видеозапись пяти песен, исполненных на концерте в Золингене; изначально по нему планировалось выпустить выпустить полноценный концертный альбом, однако выступление стало, по словам Блэкмора, «катастрофой среднего масштаба», и в надлежащем качестве было записано всего несколько песен. CD-диск содрежал сингл «Christmas Songs» с тремя песнями.

## Список композиций
1. Once In A Million Years (новый трек)
2. Be Mine Tonight
3. Wish You Were Here
4. Waiting Just For You
5. Durch den Wald zum Bach Haus
6. Ghost of a Rose (переиздание)
7. Spirit of the Sea
8. I Still Remember
9. Castles and Dreams
10. Beyond the Sunset
11. Again Someday
12. Diamonds and Rust
13. Now and Then (переиздание)
14. All Because of You

### Бонус-DVD
1. Written In The Stars
2. Morning Star
3. Play Minstrel Play
4. Minstrel Hall
5. Under A Violet Moon

### Christmas Songs
1. Christmas Eve
2. Emanuel
3. We Three Kings

## Критика
| Оценки критиков | Оценки критиков |
| Источник        | Оценка          |
| --------------- | --------------- |
| Allmusic        | [ 2 ]           |
| Classic Rock    | [ 4 ]           |
| Laut.de         | [ 5 ]           |
| Metal.de        | [ 3 ]           |

Дейв Томпсон в рецензии для AllMusic оценил Beyond the Sunset в 4 звезды из 5, отметив, что настроение альбома может показаться однообразным для тех, кто привык к разносторонней музыке Blackmore’s Night, «однако это великолепное введение в музыку группы, да и иногда один настрой — это всё, что вам нужно». Грант Мун из Classic Rock поставил альбому 3 звезды из 5, поскольку он не вписывается в ожидания тех, для кого Ричи Блэкмор до сих пор остаётся гитаристом-виртуозом из Deep Purple, однако отметил, что «чистый, эмоциональный вокал Найт и безукоризненное понимание духа музыки Блэкмором делает средневековые, сказочные образы более интересными». Александр Кордас из Laut.de также оценил альбом в 3 из 5, похвалив атмосферу альбома и хорошую операторскую работу на прилагающемся концертном DVD, однако отметил, что альбом определённо не является обязательным к приобретению даже для фанатов группы. Дмитрий Бебенин в рецензии для сайта Звуки.ру назвал альбом «хорошим подарком родителям на Новый год», однако покритиковал составителей сборника за отсутствие некоторых хитов группы — в частности, кавера на песню «The Times They Are a-Changin’» Боба Дилана.
Альбом был признан лучшим вокальным альбомом года на NAR 2004 LifeStyle Music Award.